# پودگوریتسا
پودگوریتسا (به صربی: Подгорица) پایتخت کشور مونته‌نگرو است.
نام پیشین این شهر تیتوگراد و ریبنیتسا بوده‌است. این شهر ۴۴ متر بالاتر از سطح دریا قرار دارد و جمعیت آن بر پایه آمار ۲۰۱۱ برابر با ۱۸۵٬۹۱۵ نفر است. با این حساب ۲۴٪ از جمعیت جمهوری مونته‌نگرو ساکن این شهر هستند.
شهر پودگوریتسا در محل همریزش دو رودخانه قرار گرفته و موقعیت جغرافیایی مناسبی دارد.

## شهرهای خواهر
- صربستان - بلگراد
- روسیه - مسکو
- مقدونیه شمالی - اسکوپیه
- سوئد - استکهلم
- آلبانی - تیرانا
- کرواسی - زاگرب